# Максимальний тор
Максимальний тор зв'язаної дійсної групи Лі {\displaystyle G} — зв'язана компактна комутативна підгрупа Лі {\displaystyle T} в {\displaystyle G}, що не міститься в жодній більшій підгрупі такого типу.

## Властивості
- Як група Лі, максимальний тор {\displaystyle T} є ізоморфним прямому добутку декількох копій {\displaystyle S^{1}} (мультиплікативної групи всіх комплексних чисел, рівних по модулю {\displaystyle 1}).
- Будь-який максимальний тор групи {\displaystyle G} міститься в максимальній компактній підгрупі групи {\displaystyle G};
- Максимальний тор є також максимальною абелевою підгрупою але обернене твердження не є справедливим.
- Будь-які два максимальних тора групи {\displaystyle G} (так само, як і будь-які дві її максимальні компактні підгрупи) є спряженими в {\displaystyle G}. Відповідно всі максимальні тори мають однакову розмірність, яку називають рангом групи {\displaystyle G}

### Випадок компактних груп Лі
Нехай тепер {\displaystyle G} є компактною групою.
- Об'єднання всіх максимальних торів групи {\displaystyle G} є  рівним всій групі {\displaystyle G},
- перетин всіх максимальних торів групи {\displaystyle G} є рівним центру групи {\displaystyle G}.
- Алгебра Лі максимального тора {\displaystyle T} є максимальною комутативною підалгеброю в алгебрі Лі {\displaystyle {\mathfrak {g}}} групи {\displaystyle G}. Більш того,
  - будь-яка максимальна комутативна підалгебра в {\displaystyle {\mathfrak {g}}} є алгеброю Лі деякого максимального тора.

Дана максимальна комутативна підалгебра Лі є підалгеброю Картана.
- Централізатор максимального тора {\displaystyle T} в {\displaystyle G} збігається з {\displaystyle T}.
- Приєднане представлення максимального тора {\displaystyle T} в {\displaystyle {\mathfrak {g}}} є діагоналізовним і всі ненульові ваги цього представлення утворюють систему коренів у просторі  {\displaystyle \chi (T)\otimes _{\mathbb {Z} }\mathbb {R} ,} де {\displaystyle \chi (T)} — група характерів тора.